# Austroaeschna sigma
Austroaeschna sigma är en trollsländeart som beskrevs av Günther Theischinger 1982. Austroaeschna sigma ingår i släktet Austroaeschna och familjen mosaiktrollsländor. Inga underarter finns listade i Catalogue of Life.